# Fierenana (Tsiroanomandidy)
Fierenana è una città e comune del Madagascar situata nel distretto di Tsiroanomandidy, regione di Bongolava. 
La popolazione del comune rilevata nel censimento 2001 era pari a 12 437 unità.